# Gustav-Weisskopf-Museum Pioniere der Lüfte
Das Gustav Weisskopf Museum Pioniere der Lüfte (früher Gustav-Weisskopf-Museum, bei ISIL als Deutsches Flugpionier-Museum geführt) ist ein 1974 gegründetes Luftfahrtmuseum in Leutershausen in Bayern. Es widmet sich dem Leben und Wirken des in Leutershausen geborenen und in die USA ausgewanderten Flugpioniers Gustav Weißkopf sowie den Anfängen der Motorfliegerei.

## Museumsgebäude
Das Museum liegt im Ortskern von Leutershausen. Es nutzt einen denkmalgeschützten Fachwerkbau von 1624, der über drei Stockwerke und ein dreigeschossiges Satteldach verfügt. Der Bau wird als Altes Landgericht bezeichnet und steht an der Stelle eines früheren Stadtschlosses. 1624 als Speichergebäude im Auftrag des Ansbacher Markgrafen Joachim Ernst erbaut, wurde der Bau von 1809 bis 1880 als Landgericht genutzt. 1885 wurden ein Schulzimmer und eine Lehrerwohnung eingerichtet. Von 1937 bis 1945 diente der Bau als Lager des weiblichen Reichsarbeitsdienstes. Nach dem Zweiten Weltkrieg wurde er bis 1953 als Notunterkunft für Flüchtlinge und Obdachlose eingesetzt. Ab den 1980er Jahren verwendete man ihn für öffentliche Einrichtungen, wie einen Modellauto-Rennbahn-Verein und das Heimatmuseum. Ab 1987 wurde er für das Gustav-Weisskopf-Museum genutzt und von 2019 bis 2023 für die Museumszwecke umgebaut. Das Museumsgebäude beherbergt ein Archiv sowie Veranstaltungsräumlichkeiten. Es verfügt über einen Aufzug.

## Geschichte
Am 10. November 1964 erreichte ein Schreiben den Bürgermeister von Leutershausen, in dem der US-Captain der Reserve der United States Air Force, William J. O’Dwyer (1921–2008), um Informationen und Bilder zu dem 1874 in Leutershausen geborenen Gustav Weißkopf bat. O’Dwyer war im Fairfield County (Connecticut), wo Weißkopf bis zu seinem Tod gelebt hatte, für die Connecticut Aeronautical Historical Association tätig. Das Schreiben löste in Leutershausen Nachforschungen und lokale Aktivitäten aus. 1966 wurden die US-amerikanische Schriftstellerin Stella Randolph und William O’Dwyer für ihr Engagement bei der Suche nach zeitgenössischen Berichten über Weißkopfs Leben und Wirken mit der Ehrenbürgerwürde von Leutershausen ausgezeichnet.
1973 gründete sich in Leutershausen der gemeinnützige Verein Flughistorische Forschungsgemeinschaft Gustav Weisskopf (FFGW), der Informationen und Objekte rund um den Flugpionier sammelte. 1974 wurde das Museum von Stella Randolph, William J. O’Dwyer und der Stadt Leutershausen gegründet und vom FFGW ehrenamtlich betreut. Ab 1987 war das Museum im alten Landgericht untergebracht. Von 2019 bis 2023 wurde das Museum mit Spenden und Fördermitteln für 12 Mio. Euro umgebaut und neu gestaltet. Am 15. September 2023 wurde es wiedereröffnet.

## Sammlung
Die Sammlung umfasst Objekte zum Leben und Wirken von Weißkopf aus 40 Jahren Sammeltätigkeit der FFGW und der Stadt, darunter auch Schenkungen aus den USA. Neben historischen Dokumenten oder deren Kopien gehören dazu rund 30 historische Glasplatten-Negative.

## Ausstellung
Zwei Stockwerke sind dem Nachbau der Flugmaschine, genannt 21B, gewidmet. Der Nachbau der Flugmaschine „Nr. 21“, die am 14. August 1901 den ersten motorisierten Flug absolviert haben soll, wurde von der FFGW gebaut und unter anderem am 18. Februar 1998 in Manching erfolgreich zum Fliegen gebracht. Außerdem ist ein Nachbau des von Weißkopf selbst konstruierten Acetylen-Vierzylindermotors ausgestellt. Die Ausstellung um diese Exponate herum und in weiteren Stockwerken informiert über Leben und Wirken Weißkopfs, aber auch anderer Flugpionierinnen und -pioniere, darunter Amy Johnson und Alberto Santos Dumont. Ferner gibt es interaktive Experimentierstationen zu physikalischen Effekten rund ums Fliegen.

## Organisation
Das Museum wird von der Stadt Leutershausen betrieben. Leiterin ist die promovierte Historikerin Laura Gebauer, die bereits bei Umbau und Neukonzeption als Projektleiterin beteiligt war.